# Ramón Castilla (Huancabamba)
Ramón Castilla es una villa peruana ubicada en el distrito de Huancabamba, perteneciente a la provincia homónima del departamento de Piura, al norte del Perú. 

## Ubicación
Ramón Castilla se ubica al noreste de la provincia de Huancabamba, en el distrito de Huancabamba, en el departamento de Piura.

## Demografía
En 2017 Ramón Castilla tenía una población de 2087 habitantes.
| Gráfica de evolución demográfica de Ramón Castilla entre 1993 y 2017 |
|                                                                      |
| Fuentes: Población 1993 y 2017                                       |